# Marco Knaller
Marco Knaller (Villaco, 23 giugno 1987) è un calciatore austriaco, portiere dell'Austria Klagenfurt.

## Carriera

### Club
Ha giocato 72 partite nella seconda divisione tedesca.

### Nazionale
Ha giocato nelle nazionali giovanili austriache Under-18, Under-20 ed Under-21.

## Palmarès

### Club

#### Competizioni nazionali
- Campionato tedesco di seconda divisione: 1

Kaiserslautern: 2009-2010